# NGC 4104
NGC 4104 (другие обозначения — UGC 7099, MCG 5-29-16, ZWG 158.24, IRAS12040+2827, PGC 38407) — линзообразная галактика (SB0) в созвездии Волосы Вероники.
Этот объект входит в число перечисленных в оригинальной редакции «Нового общего каталога».
Является гигантской галактикой раннего типа, доминирующая галактика в группе MKW 4s.